# 기사의 여행

체스판 위에서의 경로의 예

기사의 여행은 체스보드의 나이트에 대한 수학적인 알고리즘 문제의 일종이다. 체스 피스를 움직이는 규칙에 따라 나이트를 모든 칸으로 정확히 한 번씩 갈 수 있도록 하는 방법을 찾는 문제이다. 이 문제의 해법은 수없이 많다. 기사가 마지막 위치에 가서 첫 번째 위치로 공격을 할 수 있는 상태가 되면 여행이 닫혀 있다고 하고, 그렇지 않으면 여행이 열려 있다고 한다.
레온하르트 오일러를 비롯한 많은 수학자들이 이 문제의 다양한 변형에 대하여 연구하였다. 예를 들어 다음과 같은 다양한 변형 문제가 있다.
- 체스판의 크기가 다른 문제
- 두 명의 선수가 경기를 하는 경우를 다룬 문제
- 기사가 움직이는 방법을 조금 다르게 한 문제

## 이론

표준 8×8 체스판에서 기사의 여행에서 가능한 모든 경로를 보여주는 나이트 그래프. 각 노드의 수는 해당 위치에서의 이동 가능한 경로 수를 나타낸다.

기사의 여행 문제는 그래프 이론에서 NP-완전인 해밀턴 경로 문제의 특별한 경우이다. 닫힌 기사의 여행 문제 역시 해밀턴 순환 문제의 예시이다. 일반적인 다른 해밀턴 경로 문제들과 달리 선형 시간 안에 해결 가능하다.

## 역사
기사의 여행 문제에 대한 알려진 가장 오래된 언급은 9세기까지 거슬러간다. 루드라타의 산스크리트 시학 작품인 카비아랑카라에서(5.15), 체스판의 절반 크기 보드에서 기사의 여행 패턴이 정교한 시적 장식(citra-alaṅkāra)으로 제시되었으며, 이는 투라가파다반다 또는 '말의 발걸음 배열'이라 불린다.
이 구절은 각각 8음절로 이루어진 네 개의 행으로 구성되어 있으며, 왼쪽에서 오른쪽으로 읽을 수도 있고, 기사 이동 경로를 따라 읽을 수도 있다. 산스크리트어에 사용되는 인도 계열 문자 체계는 음절 기반이므로, 각 음절이 체스판의 한 칸을 나타낸다고 볼 수 있다.
루드라타의 예시는 다음과 같다:
| से | ना | ली | ली | ली | ना | ना | ली |
| ली | ना | ना | ना | ना | ली | ली | ली |
| न | ली | ना | ली | ले | ना | ली | ना |
| ली | ली | ली | ना | ना | ना | ना | ली |

음역:
| se | nā | lī | lī | lī | nā | nā | lī |
| lī | nā | nā | nā | nā | lī | lī | lī |
| na | lī | nā | lī | le | nā | lī | nā |
| lī | lī | lī | nā | nā | nā | nā | lī |

예를 들어, 첫 번째 줄은 왼쪽에서 오른쪽으로 읽을 수도 있고 첫 번째 칸에서 시작하여 (2,3), (1,5), (2,7), (4,8), (3,6) (4,4), (3,2) 순서로 이동하여 읽을 수도 있다.

## 해의 존재성

사방으로 대칭인 닫힌 기사의 여행 경로

앨런 슈벵크는 m ≤ n인 어떤 m×n 보드에서든 아래 세 가지 조건 중 하나 이상 만족하지 않는 이상 닫힌 기사의 여행이 가능함을 보였다:
1. m과 n이 모두 홀수
2. m = 1, 2, 또는 4
3. m = 3 그리고 n = 4, 6, or 8

## 여행의 개수
8×8 보드에서는 정확히 26,534,728,821,064개의 방향성이 있는 닫힌 여행(즉, 동일한 경로를 반대 방향으로 가는 여행은 별도로 계산되며, 회전과 대칭도 별도로 계산됨)이 있다. 방향성이 없는 닫힌 투어는 이 수의 정확히 절반인데, 모든 여행에 대해 반대방향의 다른 여행이 존재하기 때문이다. 6×6 보드에서는 방향성이 없는 닫힌 여행이 9,862개 존재한다.
| n | n×n 보드에서 방향이 있는 여행 (닫힌, 열린 여행 모두 포함)의 개수 (OEIS의 수열 A165134) |
| - | -------------------------------------------------------------------------------------- |
| 1 | 1                                                                                      |
| 2 | 0                                                                                      |
| 3 | 0                                                                                      |
| 4 | 0                                                                                      |
| 5 | 1,728                                                                                  |
| 6 | 6,637,920                                                                              |
| 7 | 165,575,218,320                                                                        |
| 8 | 19,591,828,170,979,904                                                                 |

## 컴퓨터로 기사의 여행 찾기
컴퓨터로 주어진 보드에서 기사의 여행 경로를 찾는 방법에는 여러가지가 있다. 방법들 중 몇몇은 알고리즘인 반면, 몇몇은 휴리스틱이다.

## 같이 보기
- 여덟 퀸 문제